# Godzilla: Save the Earth
Godzilla: Save the Earth è un videogioco picchiaduro con i mostri della serie di Godzilla, pubblicato nel 2004 per PlayStation 2 e Xbox dalla Atari. Il gioco è il seguito di Godzilla: Destroy All Monsters Melee, uscito nel 2002 per GameCube e Xbox, e ha a sua volta un seguito, Godzilla: Unleashed, distribuito nel 2007 per Wii, PlayStation 2 e Nintendo DS.

## Trama
Parte del contenuto originale è stato rimosso nelle versioni americana ed europea a causa del poco tempo rimasto alla fine della produzione.
La storia coinvolge l'umanità che trattiene il DNA di Godzilla nelle Capsule-G. La Vortaak, venendo a sapere di ciò, attacca la Terra al controllo di un vasto esercito di mostri e la loro arma suprema, SpaceGodzilla. Godzilla e gli altri kaijū riusciranno comunque a sconfiggere l'esercito dei mostri della Vortaak. Nel climax della guerra, Godzilla affronta SpaceGodzilla in uno scontro finale, dove alla fine riesce a vincere distruggendo i cristalli situati alle spalle di SpaceGodzilla e causando un buco nero dove lo stesso SpaceGodzilla finisce dentro, apparentemente uccidendolo; la Vortaak, ormai sconfitta, si ritira, e Godzilla richiama un ruggito di vittoria, segno che la Terra è ormai salva.

## Modalità di gioco
Rispetto al titolo precedente, Godzilla: Destroy All Monsters Melee, gli ambienti in cui i due combattenti duelleranno hanno dei fondali d'acqua migliorati e resi più profondi. Sono inoltre stati aggiunti nuovi personaggi (alcuni forse anche inediti) e ambienti, quali grattacieli elevati e pianure devastate. È inoltre presente una modalità chiamata Challenge, che consiste nel seguire diversi requisiti oltre che a sconfiggere gli avversari.

## Personaggi

### Giocabili
Ogni personaggio giocabile ha le proprie caratteristiche, basate sul livello rispetto ad Attacco, Difesa, Velocità e Uso delle Armi.
| Personaggio         | Attacco                      | Difesa                       | Velocità                     | Armi                         |
| ------------------- | ---------------------------- | ---------------------------- | ---------------------------- | ---------------------------- |
| Angilas             | Media                        | Eccellente                   | Buona                        | Media                        |
| Baragon             | Buono                        | Buono                        | Eccellente                   | Buono                        |
| Destoroyah          | Buono                        | Buono                        | Bassa                        | Eccellente                   |
| Gigan               | Buono                        | Media                        | Eccellente                   | Media                        |
| Godzilla (anni 90)  | Buono                        | Media                        | Eccellente                   | Eccellente                   |
| Godzilla 2000       | Eccellente                   | Media                        | Buono                        | Eccellente                   |
| Jet Jaguar          | Buono                        | Buono                        | Buono                        | Scarso                       |
| King Ghidorah       | Eccellente                   | Eccellente                   | Bassa                        | Buona                        |
| Mechagodzilla 2     | Media                        | Eccellente                   | Media                        | Eccellente                   |
| Mechagodzilla 3     | Buono                        | Buono                        | Buono                        | Media                        |
| Mecha-King Ghidorah | Buono                        | Buono                        | Bassa                        | Eccellente                   |
| Megaguirus          | Buono                        | Media                        | Eccellente                   | Eccellente                   |
| Megalon             | Buono                        | Bassa                        | Buono                        | Buono                        |
| Moguera 2           | Bassa                        | Bassa                        | Eccellente                   | Eccellente                   |
| Mothra              | Basso (Adulto) Media (Larva) | Media (Adulto) Buono (Larva) | Buono (Adulto) Bassa (Larva) | Buono (Adulto) Bassa (Larva) |
| Orga                | Eccellente                   | Buono                        | Media                        | Media                        |
| Rodan               | Bassa                        | Bassa                        | Eccellente                   | Media                        |
| SpaceGodzilla       | Media                        | Buono                        | Scarsa                       | Eccellente                   |

Moguera è chiamato Moguera 2 nel gioco per distinguerlo dalla prima versione che apparve in I misteriani.
Biollante è giocabile solo attraverso dei trucchi usando l'emulatore PCSX2.

### Non giocabili
- Battra: assistente richiamabile.
- Millennian: affrontabile nella sfida Mothership.
- Ebirah: affrontabile nella sfida Underwater.

## Veicoli
I veicoli possono causare danni diversi ai kaijū a seconda di quello presente nel duello:
- Elicotteri
- Carri armati
- Sottomarini
- Navi da flotta
- Super X-3

## Arene
Quasi tutte le arene possono cambiare da giorno a notte, e tutte le arene, eccetto le due arene Mothership e Boxing Ring, hanno una versione più piccola usata nei duelli Melee.
- Tokyo
- Osaka
- Londra
- New York
- San Francisco
- Boston
- Monster Island
- Seattle
- Los Angeles
- Asteroidi (solo in modalità Challenge)
- Mothership (sempre buio)
- Boxing Ring (lo stesso ambiente The Arena usata in Godzilla: Destroy All Monsters Melee)
- Ocean (solo in modalità Challenge)

## Accoglienza
La rivista Play Generation lo ha considerato il quinto gioco con il single player più breve e Godzilla come il protagonista più gigantesco presente nei titoli disponibili per PlayStation 2.